# Hübitz
Hübitz là một đô thị thuộc huyện Mansfeld-Südharz, Sachsen-Anhalt, Đức. Đô thị Hübitz có diện tích 3,83 km², dân số thời điểm ngày 31 tháng 12 năm 2006 là 377 người.